# 奥地利毛特豪森委员会
奥地利毛特豪森委员会，是为了毛特豪森－古森集中營的教育和学术交流而成立.
他的前身是奥地利毛特豪森协会.

## 定义
这个委员会的宗旨是:
“与政治和宗教无关，要维护民主和人权，与国籍，政治和宗教信仰无关，
反对所有的法西斯，种族歧视，新纳粹主义，沙文主义，反犹太主义。”

## 工作
根据以上的宗旨委员会的首要任务是让年轻的一代不要忘记纳粹独裁的历史，为此委员会要做好毛特豪森集中营的教育和学术交流. 计划把这里作为青年会议中心.
奥地利毛特豪森委员会是 „Comité International de Mauthausen" 的成员之一，与别的成员有着紧密的联系。
这个委员会的工作覆盖了全奥地利的纳粹时代的集中营。

## 成员
董事会: 
Willi Mernyi
Wolfgang J. Bandion
Andreas Baumgartner
Benedikt Egger
Robert Eiter
Raimund Fastenbauer
Marko Feingold
Beate Gotthartsleitner
Helmut Gotthartsleitner
Peter Gstettner
Joachim Hainzl
Alexander Hauer
Ludwig Popper
Wolfgang Schönleitner
Adalbert Wagner.
受托人委员会成员: 
Christoph Schönborn
Erich Foglar
Oskar Deutsch
Ernst Nedwed
Gerhard Kastelic
Michael Bünker
Arsenios Kardamakis
Nicolae Dura
Rudolf Hundstorfer
Michael Häupl
Josef Pühringer
Rudolf Sarközi
Katja Sturm-Schnabl
Kurt Krickler
Brigitte Bailer
Hannah Lessing
Franz Vranitzky
Erhard Busek
Erika Weinzierl
Richard Schreiber
Helmut Schüller
Philipp Jost.

## 奖项
2013/12/11 奥地利毛特豪森委员会 和奥地利犹太人大屠杀纪念服务的发起人 （Austrian Holocaust Memorial）安德里亚斯·麦斯令尔得到了Andreas Mailath-Pokorny授予的Karl-Renner-Award荣誉证书